# جورج برايس
جورج آر برايس (بالإنجليزية: George R. Price)‏ (من مواليد السادس من أكتوبر/تشرين الأول عام 1922 وتوفي في السادس من يناير/كانون الثاني عام 1975) هو عالم في الوراثيات السكانية أمريكي الأصل. كان في الأصل عالم في الكيمياء الفيزيائية ومن ثم أصبح صحفي علمي لاحقاً، انتقل إلى لندن في عام 1967 حيث عمل في مجال علم الأحياء النظري في مختبر غالتون وحيث قدم ثلاث مساهمات هامة: الأولى هي إعادة اكتشاف عمل داي دي هاملتون المتعلق باصطفاء القرابة من خلال معادلات جديدة سماها باسمه والتي أثبتت صحة الاصطفاء الزمري، الثانية هي تقديم (مع جون ماينارد سميث) مفهوم الاستراتيجية المستقرة تطورياً (ESS) وهو مفهوم مركزي في نظرية الألعاب، الثالثة هي إضفاء طابع رسمي على نظرية فيشر الأساسية في الانتقاء الطبيعي.
ارتكب برايس الانتحار وذلك بعد التحول إلى المسيحية والتبرع بجميع ممتلكاته للفقراء.

## أوائل حياته
ولد برايس عام 1922 في ولاية نيويورك. توفي والده وهو عامل كهربائي عندما كان برايس في الرابعة من عمره. كانت والدته ممثلة مسرحية سابقة وقد عانت الأسرة خلال الكساد الكبير. [2]
درس برايس في مدرسة بيرش واثين[3] تليها مدرسة ستويفسانت الثانوية في نيويورك. تخرج بشهادة في الكيمياء من جامعة شيكاغو في عام 1943 وحصل على الدكتوراه في هذا التخصص من نفس المؤسسة في عام 1946.
تزوج من جوليا ماديجان عام 1947 لكن كانت علاقتهما مثيرة للجدل إذ أن جورج كان ملحداً متطرفاً بينما كانت زوجته من الروم الكاثوليك. [2] تطلقا في عام 1955 بعد أن انجبا ابنتين، آن ماري وكاثلين.

## حياته المهنية

### بدايات حياته المهنية
كان برايس عضواً في مشروع مانهاتن ككيميائي يبحث في خصائص البلوتونيوم 235. عمل مدرساً في مادة الكيمياء في جامعة هارفارد ومستشاراً في مختبر أرجون الوطني وذلك بين عامي 1946 و1948. شغل في وقت لاحق منصباً في مختبرات بيل للعمل على الخصائص الكيميائية للترانزستورات. ومن ثم عمل كباحث مشارك في الطب في جامعة مينيسوتا حيث عمل من بين أشياء أخرى كثيرة على المجهر الفلوري ونضح الكبد. نشر بين عامي 1955 و1956 بحثين في مجلة ساينس ينتقد فيهما الادعاءات العلمية الزائفة للإدراك خارج الحواس.
كاستمرار مع الصحافة العلمية، حاول برايس كتابة كتاب بعنوان «لا يوجد طريقة سهلة» عن الحرب الباردة للولايات المتحدة الأمريكية مع الاتحاد السوفيتي وجمهورية الصين الشعبية. لكنه اشتكى من أن «العالم ظل يتغير بوتيرة أسرع مما أستطيع أن أكتب عنه»، وهكذا فإنه لم ينه الكتاب أبداً.
تم تعيين برايس كمستشار في معالجة البيانات التخطيطية من قبل آي بي إم وذلك من عام 1961 حتى عام 1967. تلقى برايس العلاج لسرطان الغدة الدرقية في عام 1966 ولكن عملية إزالة الورم أدت إلى حدوث شلل جزئي في كتفه واعتماده الدائم على دواء التيروكسين. انتقل باستعمال أموال تأمينه الطبي إلى المملكة المتحدة لبدء حياة جديدة وذلك في نوفمبر/تشرين الثاني من عام 1967.

### إلى بريطانيا
لم يستطع دبليو دي هاملتون تذكر برايس عندما تواصل معه لأول مرة ولكن يقال بأن برايس قد قرأ اوراق هاملتون لعام 1964 عن اصطفاء القربى وابتكر معادلة برايس دون أي تدريب في مجال علم الوراثة والإحصائيات وهي معادلة تغايرية ولدت التغيير في تواتر الأليل في جمهرة سكانية.
بالرغم من أن القسم الأول من المعادلة كان قد تم اشتقاقه من قبل آلان روبرتسون وسي سي لي إلا أن شطرها الثاني قد سمح بتطبيقها على جميع مستويات الانتقاء، الاشتقاق المنصف، الانتقاء الطبيعي التقليدي مع توسعه ليشمل التلاؤم الشامل واصطفاء الزمر.

### التحول إلى المسيحية
في السادس من يونيو من عام 1970، خاض برايس تجربة دينية وغدا باحثاً متحمساً في العهد الجديد. كان يعتقد بأنه قد حدث أكثر مما ينبغي من الصدف في حياته. كتب على وجه الخصوص مقالة مطولة بعنوان «الأيام الإثني عشر لعيد الفصح» بحجة أن تقويم الأحداث المحيطة بوفاة يسوع الناصري في أسبوع عيد الفصح كان في الواقع أطول قليلاً. ابتعد فيما بعد عن منحة الكتاب المقدس وكرس حياته للعمل المجتمعي ومساعدة المحتاجين في شمال لندن.

### أعماله الأخرى في نظرية التطور
طور برايس تفسير جديد لنظرية فيشر الأساسية في الانتقاء الطبيعي والتي سماها معادلة برايس وقد تم اعتبارها الآن على أنها أفضل تفسير لنتيجة كانت تعتبر غامضة سابقاً. كتب الأمور التي ما زالت تعتبر وعلى نطاق واسع بأنها أفضل تمثيل رياضي وبيولوجي وتطوري للإيثار. كما كان رائداً في تطبيق نظرية الألعاب على البيولوجيا التطورية، وذلك في بحث مشترك مؤلف عام 1973 مع جون ماينارد سميث. علاوة على ذلك، فسر برايس أنه بنفس الطريقة التي يضحي بها كائن حي بنفسه أو حتى بجيناته (الإيثار) فقد يضحي الكائن الحي بنفسه ليقضي على الآخرين من نفس النوع وذلك في حال أتاح المجال للكائنات الحية وثيقة الصلة بنشر جيناتها المرتبطة. تم وصف هذا الإيثار السلبي في بحث نشره دبليو دي هاملتون وسماه هاملتون نكايةً.
تشرح نظرية برايس «الرياضية» في الإيثار بان الكائنات الحية أكثر احتمالاً لإظهار الإيثار تجاه بعضها في حال زيادة التشابه الجيني بينها. وبالتالي فإنه في الانواع التي تتطلب وجود أبوين لحدوث التناسل فمن المرجح أن يظهر الكائن الحي سلوك الإيثار لوالد بيولوجي أو شقيق كامل أو ذرية مباشرة. والسبب في ذلك هو أن التركيب الوراثي لكل من هؤلاء الأقارب يحتوي على (وسطياً في حالة الأشقاء) 50٪ من الجينات الموجودة في الكائن الأصلي. لذا ففي حال مات الكائن الأصلي نتيجة فعل الإيثار فإن إرثه الوراثي الكامل محافظ عليه مادام هناك اثنين أو أكثر من الأقارب المقربين على قيد الحياة. وبالتالي فإن الكائن الحي أقل احتمالًا لإظهار السلوك الإيثاري للجد البيولوجي أو الحفيد أو العمة / العم أو الأخت / الأخ أو الأخت غير الشقيقة (يحمل كل منها ربع الجينات الموجودة في الكائن الأصلي)؛ وحتى أقل عرضة لإظهار الإيثار لابن عمه الأول (يحمل ثُمن الجينات الموجودة في الكائن الحي الأصلي). تؤكد النظرية بعد ذلك أنه كلما زاد الاختلاف الوراثي بين كائنين فإنه يقل احتمال إظهارها الإيثار لبعضهما.

## مساعدة المشردين
كان اكتئاب برايس في تزايد كنتيجة للآثار المترتبة على معادلته. كمحاولة لبرهان صحة أو خطا نظريته بدأ برايس بإظهار درجة من اللطف العشوائي المتزايد باستمرار (من حيث الكمية والنوعية) لأشخاص غرباء بالكامل. وبهذه الطريقة فقد كرس الجزء الأخير من حياته لمساعدة المشردين وغالباً ما كان يقوم بدعوة المشردين للإقامة في منزله. عندما يشكل هؤلاء الأشخاص المقيمين في منزله مصدر إلهاء له أحياناً فإنه كان ينام في مكتبه في مختبر غالتون. كما أنه تخلى عن كل شيء لمساعدة مدمني الكحول ولكن تزايد اكتئابه عندما اتضح انه كان يساعدهم على سرقة ممتلكاته.
طرد أخيراً من منزله المستأجر بسبب مشروع بناء في المنطقة مما جعله غير سعيد لأنه لم يعد قادراً على توفير مكان إقامة للمشردين. تنقل بين مختلف المناطق في شمال لندن وغدا مكتئباً خلال عيد الميلاد من عام 1974.

## وفاته
انتحر برايس عندما لم يستطع إثبات صحة أو خطأ نظريته وذلك في السادس من يناير من عام 1975 من خلال قطع شريانه السباتي باستعمال زوج من المقصات الآمنة. تم التعرف على جثته من قبل زميله المقرب دبليو داي هاملتون.
أقيمت مراسم دفن برايس في يوستون. الأشخاص الوحيدون من الأوساط الأكاديمية الذين حضروا هم هاملتون ومينارد سميث، والمشيعون الآخرون القلائل هم أولئك الذين تعرفوا عليه من خلال عمله المجتمعي. تم دفنه في قبر لا يحمل أية علامات في مقبرة سانت بانكراس.

## التقدير
تم تجاهل مساهمات برايس إلى حد كبير لمدة عشرين عاماً، عمل لفترة قصيرة في مجال علم الأحياء النظر ولم يكن دقيقاً جداً حيال نشر الأبحاث. لقد تغير هذا في السنوات الاخيرة. كانت المقالة التي كتبها جيمس شوارتز ونشرت في عام 2000 بداية الإنصاف التاريخي. في عام 2011، تم نشر السيرة الذاتية الحائزة على جائزة أورن هارمان من لوس أنجلوس تايمز للكتاب «ثمن الإيثار: جورج برايس والبحث عن أصول اللطف» وقد حظيت بالاهتمام الكبير وعرفت الناس أخيراً على برايس وقصته.